# 京都大學綜合博物館
京都大學綜合博物館是位於京都大學的學內共同教育研究設施。

## 历史
創建於1997年（平成9年）。其目的是對京都大學百年來積攢的學術標本和260萬件教育資料進行分類登録和基礎研究，並將這些資料進行數據庫化和公開給廣大民眾。展示空間中以自然史展示室面積最大，也可以在這裡進行標本製作等體驗學習。京都大學綜合博物館除了自然史展示室之外，也有文化史、技術史的展示空間。文化史的展示部分展示有京都的古地圖等展品。

## 画廊

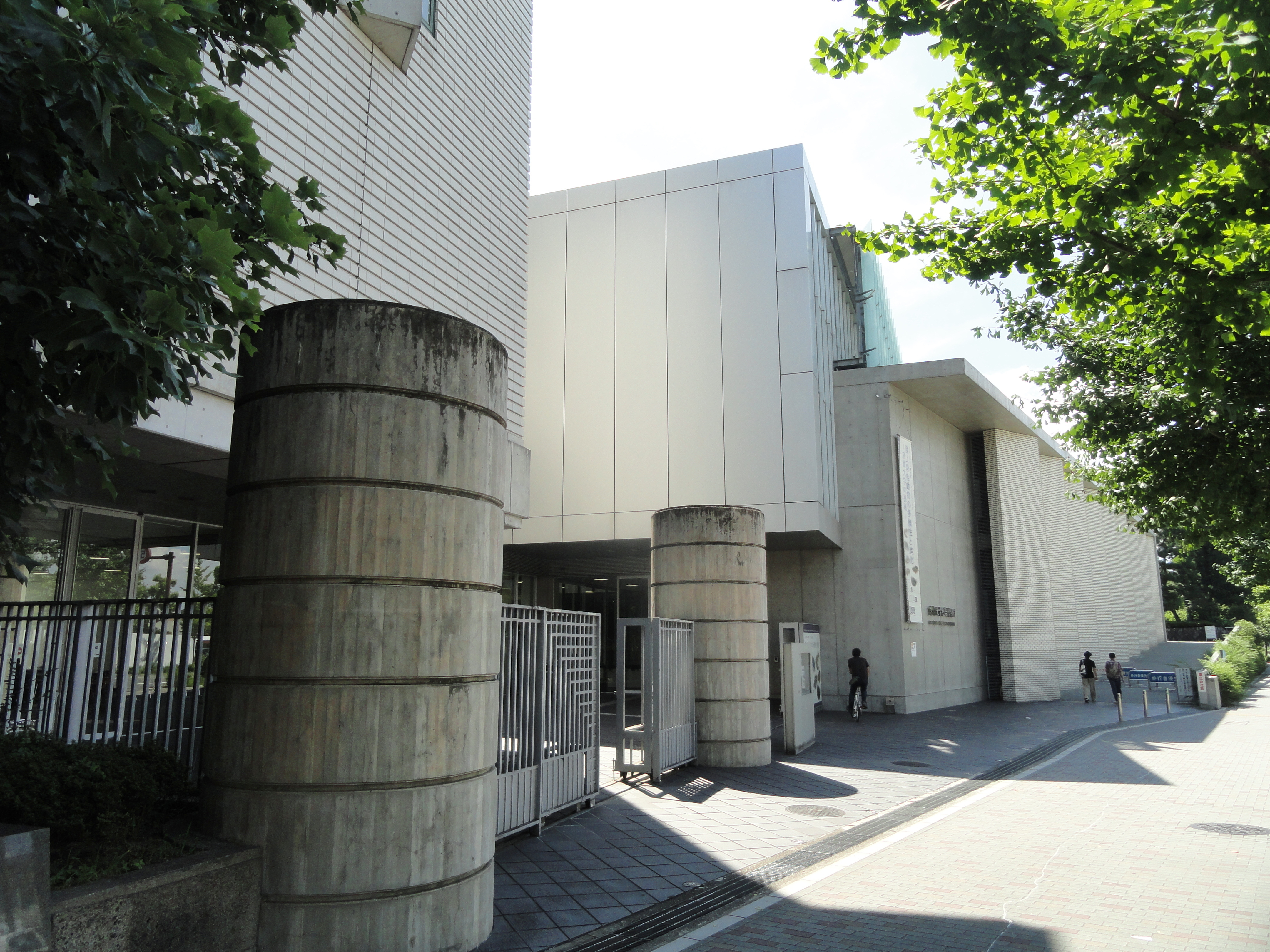
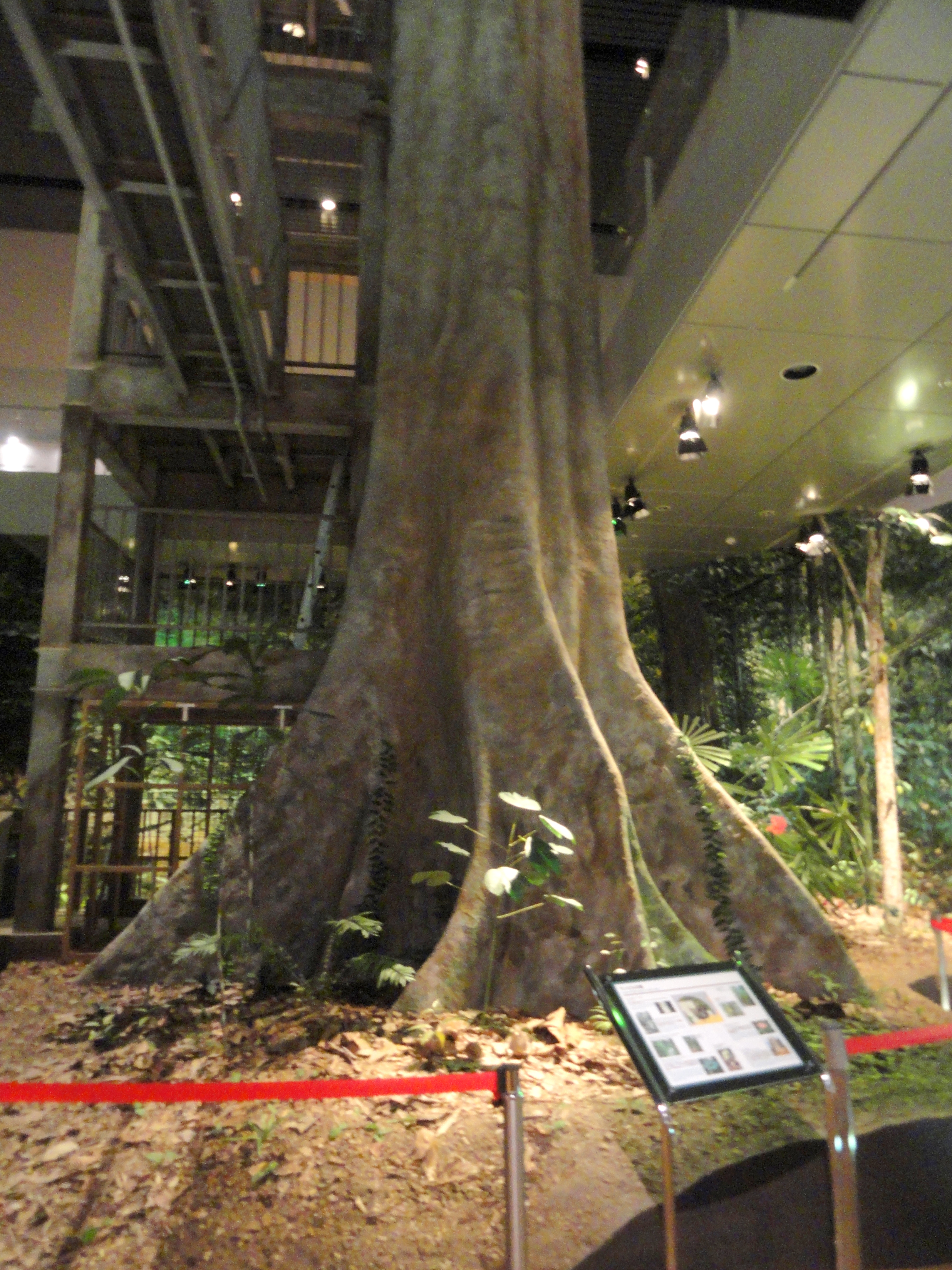

## 营业时间
- 周三至周日：上午九点半至下午四点半
- 周一周二闭馆

## 外部連結
- 官方網站 （页面存档备份，存于）